# Кистенева
Кистенева — деревня в Качугском районе Иркутской области России. Входит в состав Качугского муниципального образования. Находится примерно в 8 км к западу от районного центра.

## Происхождение названия
Название деревни, возможно, происходит от якутского кистэлэҥ, кистэн, что означает тайна, спрятанное. Недалеко от деревни расположены Шишкинские писаницы — археологический памятник, состоящий из наскальных рисунков, выполненных в период от эпохи позднего неолита до XIX века.
Название деревни происходит от фамилии основателя - Кистенев, моего пра-, пра- пра- прадеда, реестрового казака Иркутского казачьего полка, выходца из Воронежской области.

## Население
По данным Всероссийской переписи, в 2010 году в деревне проживало 36 человек (18 мужчин и 18 женщин).